# زونغ تشينغهو
زونغ تشينغهو (16 نوفمبر 1945 - 25 فبراير 2024)، هو رجل أعمال ملياردير صيني، كان في العام 2010 أغنى رجل في الصين. واعتبارًا من مارس 2022، قدر صافي ثروته بـ 8.7 مليار دولار أمريكي.
تشينغهو هو مؤسس مجموعة "واهاها" المتخصصة في المياه المعبأة والمشروبات الغازية والشاي وغيرها من المنتجات. (واهاها، شركة المشروبات الرائدة في الصين).